# Sanremese Calcio
El Sanremese Calcio es un club de fútbol de Italia, con sede en la ciudad de San Remo, en la región de Liguria. Fue fundado en 1904 y refundado en varias oportunidades. Compite en la Serie D, cuarta categoría del fútbol italiano.
El equipo cuenta con tres participaciones en el campeonato de Serie B, donde la mejor colocación es el noveno puesto en la temporada 1937-38. en su palmarés incluye la conquista de una Copa Italia de Aficionados en la temporada 2015-16.

## Historia

### De 1904 a 1987

#### La Fundación
En 1904 se fundó en San Remo, la Unione Sportiva Sanremese, pero la sección de fútbol no verá la luz hasta el año 1919: Antes, defendían el honor futbolístico de la ciudad los clubes La Speranza, el Ausonia F.B.C. y el Sanremo F.B.C.. Los primeros laureles conquistados por Sanremese, aún no inscriptos en los campeonatos de la F.I.G.C. como todas las hermanas de la entonces provincia de Porto Maurizio, fueron la Coppa Sghirla en 1920 y la Coppa Locatelli en 1922: Se trataba de torneos provinciales de los que la Unione Sportiva fue promotora y organizadora.
Después de jugar en la U.L.I.C. en los años veinte y principios de los treinta, el equipo participó en la F.I.G.C. y ganó el campeonato de la Prima Divisione de 1934-35, pero no logró clasificarse para la Serie B en los play-offs contra Siena, Udinese y Reggiana. En la temporada 1935-1936, Sanremese y Spezia cerraron el campeonato de la Serie C en lo más alto con 46 puntos, haciendo necesario un play-off para el ascenso. En el Stadio Marassi de Génova, los matuzianos ganaron 1-0, pero Spezia protestó por irregularidades técnicas y, tras una investigación, se decidió repetir el partido. Los jugadores de Sanremese se negaron a jugar y perdieron el partido por defecto, permaneciendo en la Serie C.
En la Copa de Italia 1935-1936 los ligures, tras haber superado las tres primeras eliminatorias, se encontraron ante la Juventus en los dieciseisavos de final, siendo derrotados por 4-1.

#### 1937: el histórico ascenso a la Serie B
En la temporada 1936-1937, Sanremese ganó el campeonato y ascendió a la Serie B. Durante la Coppa Italia 1936-1937, los matuzianos fueron los protagonistas de un gran recorrido, detenidos en los octavos de final por Ambrosiana-Inter que ganó 3- 1, tras superar a Hellas Verona en dieciseisavos de final.
En la Serie B, Sanremese obtuvo un noveno lugar en la temporada 1937-1938 y un undécimo lugar en la temporada siguiente, para luego descender en la temporada de fútbol 1939-1940, jugando el último partido de la serie cadete contra Palermo, ganando 2-1.

#### Nueva etapa en la Serie C

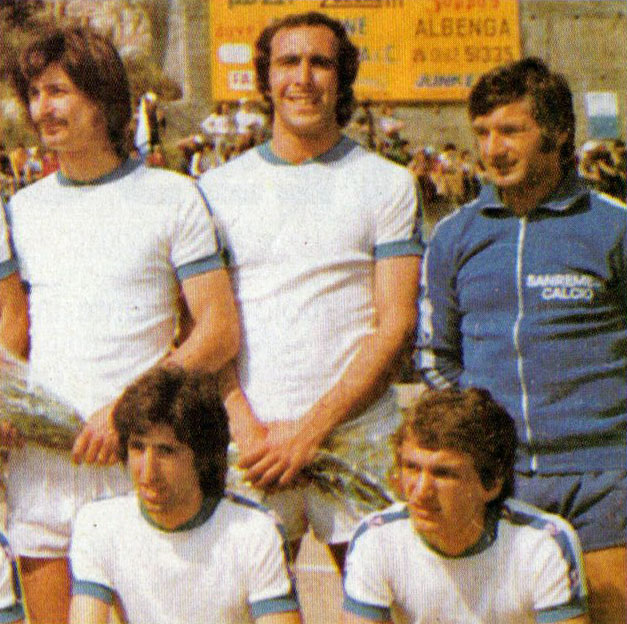
Detalle de una foto de grupo de la temporada 1974-1975: Gian Piero Ventura, futuro entrenador de la selección italiana, se puede reconocer de pie en el centro

En los años cuarenta el Sanremese intentó volver a la Serie B, pero sin éxito. En la temporada 1946-1947 finalizó primero en el grupo A de la Liga Interregional del Norte, perdiéndose el ascenso en los play-offs posteriores ante los ganadores del grupo B y C, Asti y Magenta respectivamente. Luego terminaron segundos en la Serie C de 1950-1951, acercándose a la promoción que en cambio obtuvo Monza, quien terminó el campeonato con una ventaja de dos puntos. La temporada siguiente trajo un nuevo segundo lugar detrás de Vigevano, en lo que sin embargo fue el último campeonato antes de la reforma de la nueva Serie C: con el segundo lugar obtenido, Sanremese fue admitido, mientras que todos los equipos del quinto lugar hacia abajo fueron relegados a la Serie IV.
Con la reforma de los campeonatos, a partir de la temporada 1952-1953, el club participó en los siete campeonatos de la nueva serie C de grupo único, hasta la nueva reforma de 1958. Estuvo cerca del ascenso a la Serie B en la Temporada 1952-1953 y 1953-1954, cuando terminó en el cuarto lugar, mientras que en los años siguientes alcanzó posiciones medias en la tabla, hasta llegar al descenso en la temporada 1962-1963.
Los años sesenta fueron extremadamente negativos para el equipo, que descendió primero a la Serie D en la temporada 1962-1963, y luego a la Promoción de Liguria en la temporada 1969-1970. En la temporada 1972-1973 también se arriesgó a descender a Primera Categoría, pero logró salvarse al acabar décimo. Llegó primero en la temporada 1974-1975 y ascendió a la Serie D; tres años más tarde, tras un repechaje, aterrizó en la Serie C2, volviendo a las filas profesionales después de más de una década.

#### 1979: ascenso a C1
Después de unos años, Sanremese dominó el campeonato 1978-1979, terminando primero y regresando a la tercera serie del campeonato italiano después de 16 años en las categorías menores. El club fue galardonado con la Estrella de Plata CONI en 1980. A lo largo de los años en C1 Sanremese obtuvo un excelente cuarto puesto, como equipo recién ascendido, en la temporada 1979-1980 y pudo participar en el Torneo Anglo-Italiano al año siguiente, obteniendo un empate 2-2 en el partido contra el Oxford City, una derrota por 1-0 ante Poole Town, y dos victorias ante Hungerford Town y Bridgend Town, por 3-1 y 2-1 respectivamente. Terminó tercero de grupo, con 7 puntos, por detrás de Módena y Francavilla.
Buenos resultados también llegaron de la Copa de Italia Serie C, en la que llegó a semifinales en la edición 1982-1983, cuando cayó derrotado en el doble enfrentamiento ante Carrarese, en un periplo que lo vio superar al Brescia en octavos de final; en la edición 1985-1986, a pesar del desastroso campeonato, el equipo llegó a los cuartos de final de la copa, donde fue eliminado por el Módena.
En las siguientes temporadas finalizó los campeonatos de C1 en posiciones de clasificación media/baja, obteniendo muchas veces fatigosas salvaciones, como en la temporada 1982-1983 de la Serie C1 en la que se salvó gracias a la clasificación desprendida, resultados que sin embargo le permitieron mantener la categoría.
El 8 de febrero de 1985, los matuzianos obtuvieron una victoria histórica en un partido amistoso ante el Inter, dirigido por Ilario Castagner, en el estadio municipal de Sanremo, con resultado de 2-1.

#### La quiebra de 1987
Sanremese permaneció en la C1 hasta la temporada 1985-1986, cuando terminó último en su grupo y descendió. El año siguiente fue nefasto: De hecho, en la temporada 1986-87 del grupo C2, el Sanremese acabó penúltimo de su grupo, descendiendo a la Serie D. En el verano de 1987 el club, al no poder enrolarse en la Serie D por dificultades económicas, quebró.

### De 1987 a 2008

#### La primera refundación
Un nuevo club se reinicia desde la Tercera Categoría en 1987, con el nombre de "Sanremese Football Club 1904". En el campeonato 1987-1988 el equipo, dirigido por Luigi Cichero, ganó el campeonato tras el play-off de ascenso ante el Imperia, que fracasó, como el Sanremese el año anterior.
En los años siguientes ganó el campeonato de Segunda y Primera Categoría, quedando luego tercera en el grupo A de Promozione Liguria 1990-1991 y siendo admitida, por finalización de plantilla, en Eccellenza Liguria; luego fue ascendido al Campeonato Nacional Amateur en la temporada 1991-1992; en esa temporada el otro equipo de la ciudad, el "Sanremo 80", se fusionó con el Sanremese FC, dando origen al Unione Sportiva Sanremese Calcio.
En los años siguientes el equipo descendió al Eccellenza en la temporada 1993-1994, para luego ganar el campeonato 1995-1996 y regresar a la CND (en la misma temporada también ganó la Coppa Italia Liguria).

#### Hacia el tercer milenio: entre el profesionalismo y el amateurismo
Sanremese volvió al fútbol profesional en 1998, ganando el grupo A del Campeonato Nacional Amateur 1997-1998: con el director deportivo Giovanni Gullo ascendieron a C2, perdiendo sin embargo la final del poule-scudetto amateur contra Giugliano. Tras salvarse en el siguiente campeonato, el nuevo milenio empezó mal, con la marcha de Gullo y el descenso a la Serie D en la temporada 1999-2000.
A principios de la década de 2000, Sanremese volvió a arriesgarse a la quiebra, pero con la ayuda de veinte empresarios locales y gracias a Giovanni Gullo, director deportivo y Luigi Cichero, entrenador del equipo, ingresó a la Serie D 2000-2001, que terminó en el undécimo lugar. En las siguientes dos temporadas obtuvo un quinto lugar en la 2001-2002 y un cuarto lugar en la temporada 2002-2003, en la que se presentó un nuevo grupo empresarial que trajo mucha confianza al ambiente.
Sin embargo, en la primera jornada del campeonato siguiente, Sanremese, que partía con grandes ambiciones, perdió tras una actuación decepcionante por 1-0, lo que llevó al nuevo presidente Ruggeri a eximir a Luigi Cichero, que había liderado el renacimiento de la escuadra. Con el nuevo técnico Fausto Silipo, el equipo llegó a los play-offs, pero Sansovino se impuso en la final.
En la temporada 2003-2004, con el director general Antonio Soda y el director deportivo Giovanni Gullo, terminaron segundos de grupo, clasificándose para los play-offs, donde superaron a Sestrese y Lavagnese y revivieron en la Serie C2, con el nuevo Entrenador Soda tomando el lugar de Silipo durante la temporada.
La temporada 2004-2005 terminó con un sexto lugar, perdiendo por poco la clasificación para los play-offs. El año siguiente fue muy importante para Sanremese. De hecho, en la Coppa Italia Serie C ganó contra equipos más famosos como Lucchese y Pro Patria y ganó la final contra Gallipoli. El partido de ida en Puglia terminó con una derrota por 1-0 para los matuzianos. mientras que el partido de vuelta lo ganó Sanremese 2-1 frente a 3000 personas, pero el trofeo aún lo ganaron los apulianos debido a la regla de los goles fuera de casa.
El equipo disputó la Copa de Italia 2006-2007, donde se enfrentó en la primera ronda al Triestina, que derrotó 1-0 a los matuzianos en la prórroga.
En la temporada 2006-2007 el equipo descendió a la Serie D y al año siguiente, abrumado por las deudas tras la despedida del presidente Giulio Pianese, llegó también un segundo descenso al Eccellenza, tras la derrota en los play-outs ante el Casale.

#### 2008: inactividad
El equipo no logró inscribirse en la Eccellenza regional en la temporada 2008-2009 y el 10 de julio de 2008 fue declarado inactivo. Se denegó el registro por falta de liquidación de deudas federales, por importe de 300.000 €, así como diversas deudas no cuantificadas con precisión, pero estimadas entre 1.500.000 y 2.000.000 €.

### De 2008 a 2011

#### La segunda refundación
El 4 de agosto de 2009, la empresa Ospedaletti-Sanremo de la familia Del Gratta (con sede en San Remo, pero que opera en otro municipio), que acababa de ganar el campeonato de Promoción, tomó la denominación "U.S.D. Sanremese 1904" de Carlo Barillà, el último presidente de la gloriosa "Unione Sportiva Sanremese Calcio 1904", renacida en 2008 cuando finalizó décima en el campeonato de Segunda Categoría Liguria 2008-2009. En la temporada 2009-2010 ganó el campeonato regional de Ligurian Excellence (y por segunda vez la Coppa Italia Liguria) y aterrizó en la Serie D.
Mientras tanto, el otro club de San Remo, los "Sanremo Boys", que debería haber tomado el nombre de "U.S. Sanremese Calcio 1911", finalizó en 2° lugar en el campeonato de Segunda Categoría de Liguria 2008-2009.

#### De la vuelta a Segunda División a la quiebra
En el verano de 2010, el club presentó una solicitud de ingreso, por repesca, a Segunda División, pagando 200.000 euros en cheque de caja y 400.000 euros en fianza, y cambió su nombre de Unione Sportiva Dilettantistica a Unione Sportiva, tal y como pedía la Lega Pro. El 4 de agosto de 2010 fue reactivado oficialmente en Segunda División y asignado al grupo A.
El campeonato profesional en la temporada 2010-2011 fue muy difícil; el equipo consiguió sólo en la penúltima jornada asegurar la certeza matemática de los playouts ante el Sacilese, tras la victoria en casa ante el Rodengo Saiano por 3-2, tras haber cambiado 4 entrenadores y haber estado más de 20 jornadas en última posición. El equipo, dirigido por Giancarlo Calabria, sobrevivió tras el play-off, gracias a la victoria en casa obtenida en la remontada por 2-1 y al empate 1-1 a domicilio en Friuli en el partido de vuelta. A mitad de temporada, el 15 de marzo de 2011, Marco Del Gratta y su padre Riccardo, presidente y director general, fueron detenidos por extorsión: presuntamente contrataron a unos delincuentes para convencer a tres jugadores de que abandonaran el equipo. Un mes después de su arresto, el presidente renunció a su cargo y fue reemplazado por Giuseppe Fava.
Durante el verano de 2011, debido a las numerosas dificultades societarias que se produjeron tras la detención de los Del Gratta y la imposibilidad de vender la empresa, no se presentó la fianza de 300.000 € necesaria para la inscripción en el campeonato y, por tanto, Sanremese quedó excluida de la Liga Pro Segunda División 2011-2012. La propiedad, fuertemente probada por la causa judicial, ya no quiso administrar el club y por ello procedió a liquidarlo, luego de ni siquiera haber presentado la fianza para poder jugar en un campeonato amateur.

### De 2012 a 2015

#### La tercera refundación
En el verano de 2012, tras un año de inactividad, el empresario y entonces presidente Luca Colangelo refundó la empresa como A.S.D. Sanremese.

#### De la tercera a la primera categoría
El equipo reinició desde la Terza Categoria Savona/Imperia (el nivel más bajo del fútbol italiano), jugando sus partidos de local en Pian di Poma y terminando el campeonato 2012-13 en segundo lugar, perdiendo luego los playoffs por el ascenso. En el verano de 2013, sin embargo, consiguió la repesca en Segunda Categoría Liguria en el grupo AB, volviendo a disputar los partidos de local en el estadio municipal de la ciudad.
Acabó la temporada 2013-14 en segunda posición, accediendo a los playoffs, que ganó tras vencer en semifinales a Santo Stefano al Mare con resultado de 2-1 y a Pontelungo en la final, con resultado de 1-0 en la prórroga. logró así el segundo ascenso en dos años tras el reinicio desde la Tercera Categoría.
En el verano de 2014, Alessio Graglia se convirtió en presidente, mientras que el entrenador de la temporada 2014-15 en Prima Categoria Liguria en el grupo A fue Vincenzo Stragapede. Por problemas personales, el técnico y Sanremese se separaron a principios de noviembre con el equipo en la 8.ª posición. La temporada quebró con el nuevo entrenador Tiziano Brizio: el equipo cerró el campeonato en la última posición, relegado a la Segunda Categoría después de solo una temporada.

### 2015: la cuarta refundación

#### Nace la Unión de Sanremo
En el verano de 2015, el equipo nerazzurro de San Remo de la A.S.D. Carlin's Boys, fundado en 1947 con el número de serie FIGC 68185, ganador del grupo A del Campeonato de Promoción 2014-2015 así como del Trofeo de Promoción regional y la Copa de Promoción de la Liguria Italiana, firmó un acuerdo con la A.S.D. Sanremese, que se retiró del panorama futbolístico para devolver a la ciudad un equipo de primer nivel como el histórico Sanremese y cambió su nombre por el de Società Sportiva Dilettantistica Unione Sanremo S.r.l., también gestionando el sector juvenil con la escuela de fútbol de Sanremese y la organización del torneo juvenil de verano organizado por Carlin's Boys.

#### 2015-16

##### En Eccellenza
La nueva empresa, dirigida inicialmente por el exjugador sanremés Valentino Papa, retomaba así el Eccellenza de la temporada 2015-2016 como la más favorita para el ascenso, tras las importantes compras realizadas por el presidente Renato Bersano.
Tras la 10.ª jornada, tras haber obtenido 6 victorias (de las cuales 5 consecutivas en los cinco primeros partidos), 3 empates y una derrota, para un total de 21 puntos, con el equipo en la 2.ª posición de la clasificación, a 2 puntos de los líderes "Magra Azzurri", por diferencias sobre la próxima campaña de fichajes, la relación con el técnico Valentino Papa se resolvió de común acuerdo Roberto Cevoli fue contratado en su lugar el 17 de noviembre de 2015. El equipo finalizó la primera vuelta en 3.ª posición con 31 puntos, por detrás del líder Magra Azzurri con 36 y de la Final con 33, resultado de 9 victorias, 4 empates y 2 derrotas con 31 goles marcados y 17 recibidos.
Finalizó el campeonato en segunda posición con 58 puntos, por detrás de los líderes Finale y en igualdad de condiciones con Magra Azzurri, obteniendo 17 victorias, 7 empates y 6 derrotas en las 30 jornadas de campeonato, con 59 goles marcados y 31 recibidos.

##### Victoria en la Copa Amateur de Italia y ascenso a la Serie D
Sin embargo, el resultado más prestigioso de la temporada fue la conquista de la Coppa Italia Dilettanti 2015-2016.
Después de ganar la fase regional al vencer a Rapallo por 2-1 en la final, la Unione Sanremo accedió a la fase nacional: Dentro del grupo A junto con Alpignano y Ardor Lazzate, ganó el grupo con dos victorias en otros tantos partidos y se clasificó a la cuartos de final.
En el doble encuentro de los cuartos de final ante el Vesna di Santa Croce de Trieste, el equipo empató 2-2 en la ida disputada en casa y ganó el partido de vuelta por 3-1, accedió a semifinales ante Fabriano Cerreto: el doble enfrentamiento terminó con empate 1-1 en la ida en Fabriano y victoria local 2-2 en la vuelta.
La final, disputada en el Stadio Comunale Gino Bozzi de Florencia, vio al Unione Sanremo enfrentarse a Mazara, que llegaba al acto final del trofeo superando a Cassino en la semifinal. Los blanquiazules se impusieron por 2-0 gracias a los goles de Cardini de penal en la primera parte y de Scalzi en el primer minuto del tiempo añadido del segundo tiempo. El Unione Sanremo ganó así la Copa Italia de Aficionadospor primera vez en su historia, que volvió a Liguria más de 20 años después del último éxito (obtenido por Savona en la temporada 1990-1991). En virtud de este éxito, el Unione Sanremo ascendió automáticamente a la Serie D.

#### A partir de 2016: el regreso a la Serie D y la nueva estructura corporativa

##### Temporada 2016-17
Para la temporada 2016-2017, sin cambiar su nombre, el Unione Sanremo se unió a la Serie D y readoptó informalmente el símbolo histórico y el nombre de Sanremese. Insertados en el grupo E, los biancazzurri finalizaron la ida en la tercera posición con 28 puntos; sin embargo, la vuelta vio un ligero descenso, lo que los llevó a terminar la temporada en el sexto lugar con 50 puntos.

##### Temporada 2017-18
En julio de 2017 Renato Bersano, con el objetivo de fortalecer la estructura empresarial y con el objetivo de construir un equipo capaz de luchar por el ascenso a la Serie C, vendió parte de sus acciones al ex patrón Marco Del Gratta y Dino Miani, quien se convirtió en el nuevo vicepresidente junto con Marco Ventimiglia. Ambos nuevos socios procedían de Argentina Arma, también militante de la Serie D. Inmediatamente después Renato Bersano, aunque manteniendo la mayoría de las acciones, entregó la presidencia a Glauco Ferrara.
El equipo demostró ser competitivo ubicándose en las primeras posiciones del grupo E; el 7 de diciembre de 2017, sin embargo, tras la derrota en casa por 3-1 ante el Seravezza en la jornada 15, el técnico Giancarlo Calabria disolvió de forma consensuada la relación con los matuzianos, que al día siguiente llamaron a Francesco Massimo Costantino para sustituirle.Francesco Massimo Costantino. La primera ronda finalizó en 2.º lugar con 36 puntos, uno menos que los líderes Ponsacco.
El 20 de marzo de 2018, tras la derrota en casa por 2-0 ante el líder Ponsacco en la jornada 27, dimitió el técnico Costantino. Con él, Sanremese había tenido un excelente comienzo, obteniendo el liderazgo en la tabla de posiciones con 18 puntos en los primeros 7 juegos, pero con solo 3 puntos en los últimos 5 juegos y un solo gol anotado, regresaron al 2.º lugar, con una diferencia. de 4 puntos a 7 días desde el final. Le sustituyó Alessandro Lupo.

## Uniforme
Desde 1904, los colores sociales de Sanremese han sido el blanco y el azul. La camiseta de la casa generalmente tiene el segundo tinte como color dominante, con el blanco como color complementario: sin embargo, históricamente no han faltado diferentes soluciones, como la camiseta a rayas en uso en la temporada 2008-2009. En cambio, el tinte blanco prevalece generalmente en la segunda túnica, que en algunos casos, sin embargo, ha adoptado el color negro con una banda azul en el pecho.

## Estadio
Sanremese juega sus partidos de local en el Stadio Comunale de San Remo. La construcción de la planta comenzó a fines de la década de 1930. Era polivalente, además de tener que albergar partidos de fútbol, contaba con una pista de atletismo de 5 metros de ancho, cuatro canchas de tenis, un campo de pelota elástica y contenía algunas salas para la lucha libre y el boxeo . En 1932 se inauguró con un partido amistoso entre las selecciones juveniles de Imperia y Savona, partido que terminó con el resultado de 2-1, y con otro partido amistoso entre Genoa y Wiener, que terminó con el resultado de 3-3, con 15.000 espectadores, que al no encontrar sitio en las gradas, se acomodaron en la pista de atletismo. La construcción del estadio Municipal, gracias a su proyecto, también fue seguida por Jules Rimet .
Originalmente, el nombre del estadio era "Stadio Littorio", un nombre muy utilizado en el período del fascismo, luego cambió al final de la guerra por el actual "Stadio Comunale".

## Palmarés

### Torneos interregionales
- Prima Divisione (1): 1934-35
- Serie C (1): 1936-37
- Serie C2 (1): 1978-79
- Campionato Nazionale Dilettanti (1): 1997-98
- Copa Italia de Aficionados (1): 2015-16

### Torneos regionales
- Promozione Liguria (1): 1974-75
- Eccellenza Liguria (3): 1991-92, 1995-96, 2009-10
- Copa Italia de Aficionados Liguria (3): 1995-96, 2009-10, 2015-16
- Prima Categoria Liguria (1): 1989-90
- Seconda Categoria Liguria (1): 1988-89

## Aficionados

### Historia
La base de aficionados organizada de Sanremese está liderada por los grupos Irriducibili, nacidos en 2002, y Sanremo 1904, formado alrededor de 2015, después de que los grupos anteriores se disolvieran debido a quiebras corporativas. Personas de las generaciones más viejas, junto a las nuevas, han conseguido reformar un núcleo duro con números discretos, capaz de soportar al "Sanre" incluso fuera de casa. Todo esto gracias también a los excelentes resultados del equipo, que en pocos años logró volver a lo más alto del campeonato de la Serie D, rozando varias veces el ascenso a la Serie C.
Anteriormente, la "escalera" incluía otras facciones que luego se disolvieron, incluidas Ultras Sanremo, Nuova Guardia, Kaos y Cani Sciolti .

### Hermanamientos y rivalidades
Los aficionados de Matuzian están hermanados con los aficionados de Albenga desde 1992 y cultivan buenas relaciones con los seguidores de Legnano, Borgosesia, Sampdoria, Virtus Entella, Ivrea y Nuorese.
Por otro lado se consideran rivales la afición de Imperia, Savona, Pro Vercelli, Massese, Viareggio, Sestri Levante, FC Ponsacco 1920, Albissola, Cuneo y la de Nizza en el extranjero, dado el hermanamiento de la afición de Niza con la de Imperia y la proximidad entre las dos ciudades.